# Rhamdioglanis
Rhamdioglanis is een geslacht van straalvinnige vissen uit de familie van de antennemeervallen (Heptapteridae).

## Soorten
- Rhamdioglanis frenatus Ihering, 1907
- Rhamdioglanis transfasciatus Miranda Ribeiro, 1908